# GMM Grammy
GMM Grammy Public Company Limited (Thai: จีเอ็มเอ็ม แกรมมี่ eller G"MM' Grammy) er det største mediekonglomeratunderholdningsfirma i Thailand.Det hævder en andel på 70 procent af den thailandske underholdningsindustri. Grammy-kunstnere inkluderer Thongchai McIntyre, Silly Fools og Loso. Foruden sin musikvirksomhed er virksomheden involveret i koncertproduktion, artiststyring, film- og tv-produktion og udgivelse.